# 凱文·哈斯威
凱文·哈斯威是英格蘭的敲擊樂演奏家和教育家。

## 教學生涯
凱文·哈斯威是是世界著名的賽爾學校的木管樂器、銅管樂器及敲擊樂的系主任，並擁有自己的出版公司，專門出版有關敲擊樂書籍。此外，他亦是英國皇家音樂學院聯合委員會樂器文憑考試的考官，並與伊恩·胡禮共同制定了英國皇家音樂學院聯合委員會的定音鼓、小鼓及鍵盤敲擊樂考試範圍。從1986年至2007年，凱文·哈斯威擔任皇家音樂學院敲擊樂系主任。  

## 演奏生涯
凱文·哈斯威自1979年以來一直是倫敦愛樂樂團的首席敲擊樂手。在此之前，他曾是英國廣播公司愛樂樂團的首席敲擊樂手。 此外，他亦是華萊士收藏館（Wallace Collection）的創始成員，以敲擊樂演奏家的身份與銅管樂器演奏家一起演奏室內樂的機會非常多。
凱文·哈斯威對音樂教育充滿熱情，在過去的三年中，他的兩個樂隊在英格蘭及其他地區舉辦了100多場音樂會。自1979年以來，凱文·哈斯威一直是倫敦愛樂樂團的敲擊樂成員。

## 出版書籍
交響樂曲選段(鍵盤敲擊樂)
交響樂曲選段(小鼓)
小鼓的分級音樂(一至四冊)
鍵盤敲擊樂的分級音樂(一至四冊)